# 拉脫維亞交通
本文簡述拉脫維亞的交通概況。

## 公路

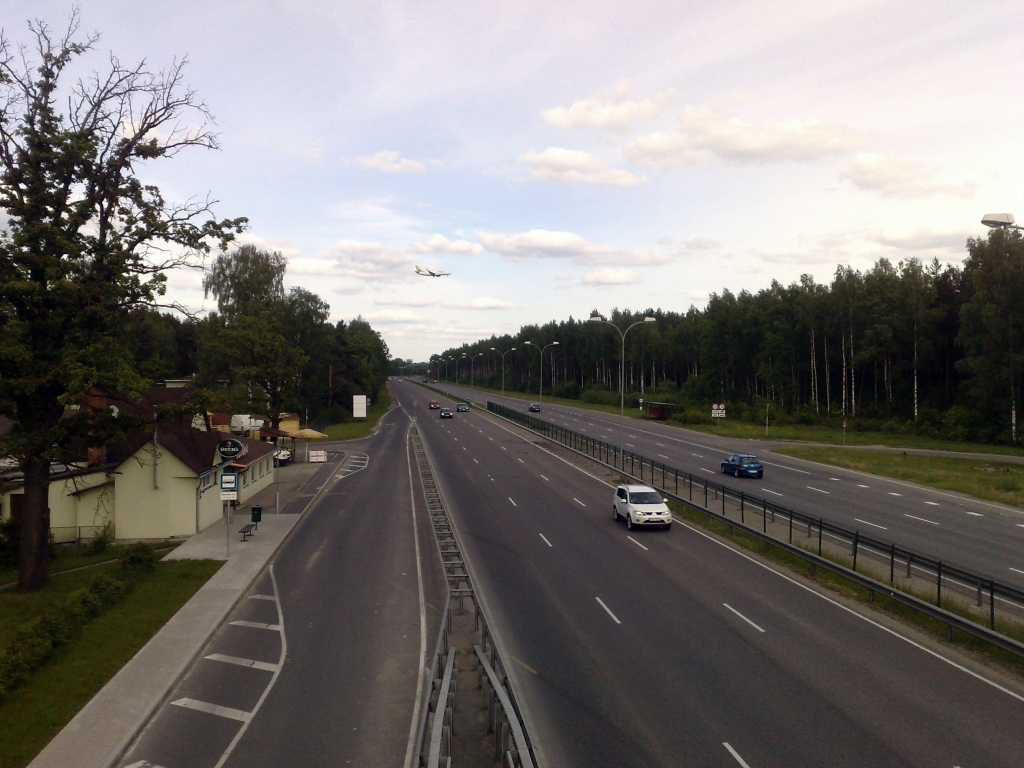
拉脱维亚A10国道

拉脫維亞公路总长72444.3公里，其中14601.5公里铺设有柏油。

## 鐵路

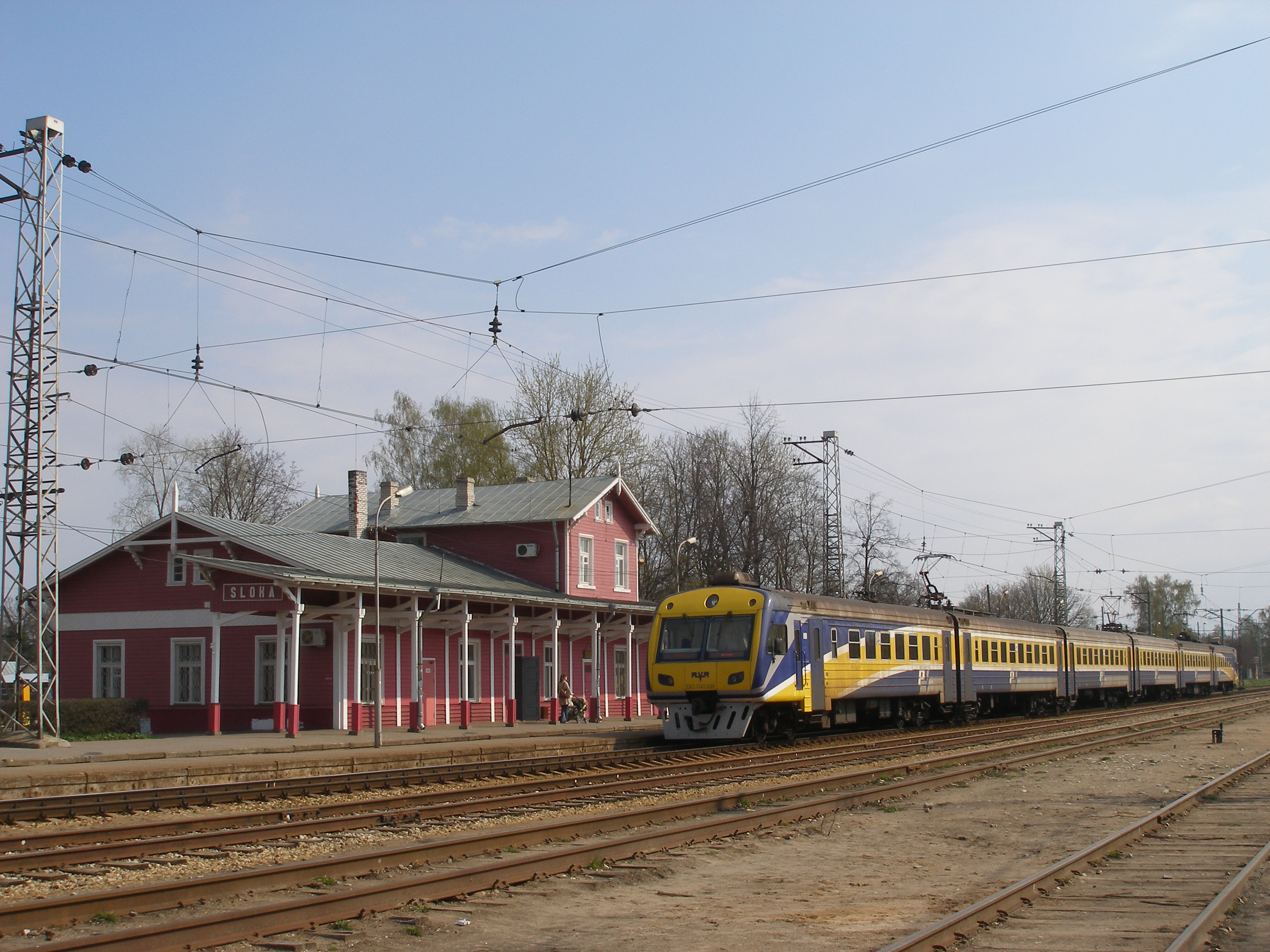
一列停靠在尤尔马拉市斯洛卡的列车

拉脫維亞國內大部分鐵路線路由國營的拉脫維亞鐵路經營。拉脫維亞鐵路是拉脫维亚主要的国营铁路公司，雇员超过12,400人。拉脱维亚铁路拥有超过2,347（1,458英里）的1,520毫米（4英尺11+27⁄32英寸）俄罗斯宽轨铁路，还运营了一条古爾貝內和阿盧克斯內的33.4（20.8英里）的750毫米（2英尺5+1⁄2英寸）窄轨铁路。该国铁路的客运则由拉脫維亞鐵路的子公司拉脱维亚铁道客运公司承担。拉脫維亞有開往鄰國俄羅斯、立陶宛、白俄羅斯和愛沙尼亞的國際列車。

### 客运线路
- 里加-图库姆斯鐵路：连接里加与图库姆斯。
- 里加-葉爾加瓦鐵路：连接里加与叶尔加瓦。

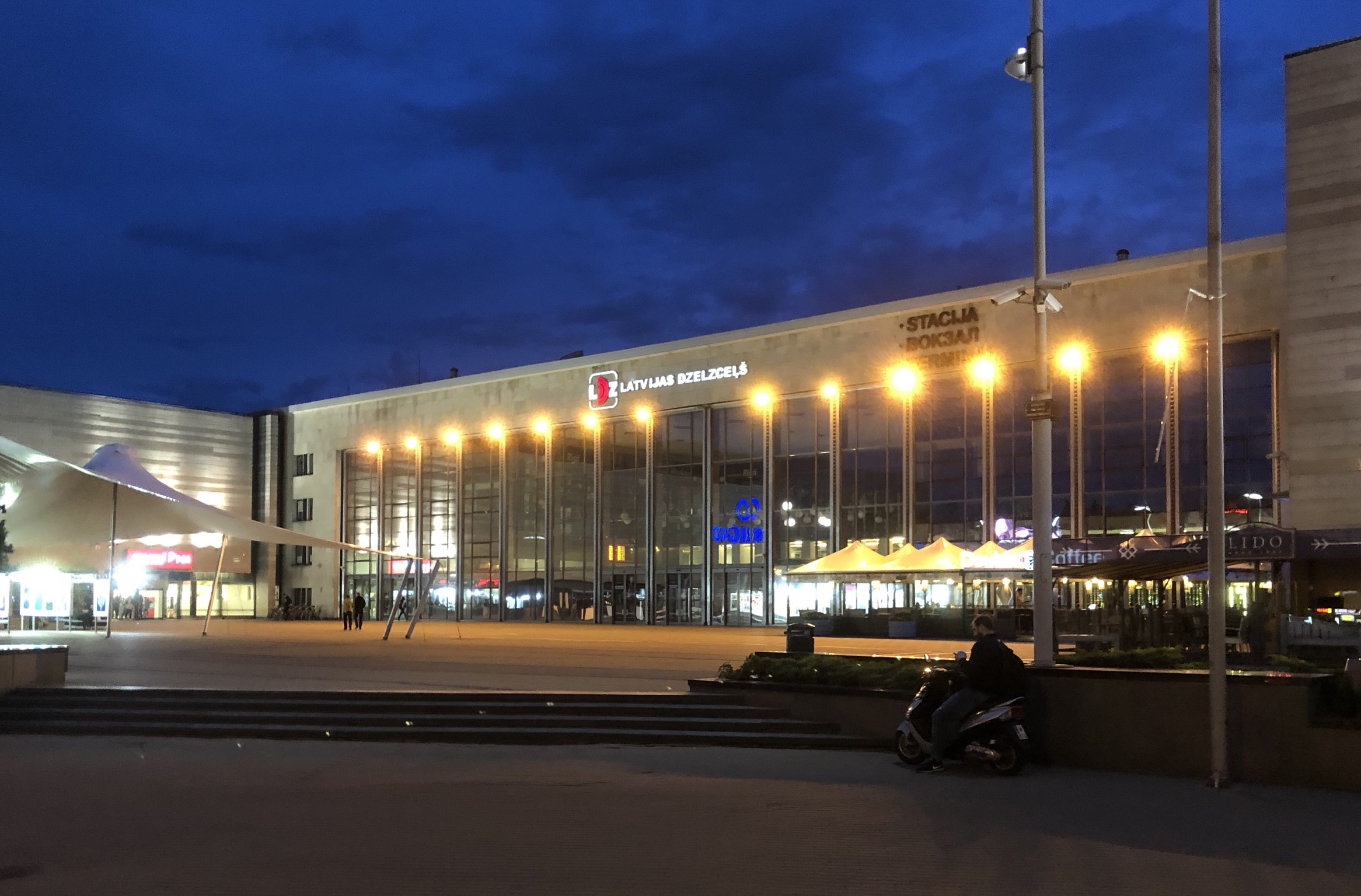
里加客運站

- 叶尔加瓦-利耶帕亚铁路：连接叶尔加瓦与利耶帕亚。
- 里加-陶格夫匹尔斯铁路：连接里加与道加瓦皮尔斯。
- 叶卡布皮尔斯－济卢佩鐵路：连接俄羅斯
- 里加－瓦尔加鐵路：连接爱沙尼亚
- 泽米塔尼－斯库尔特鐵路（英语：Zemitāni – Skulte Railway）
- 普利亚维尼亚斯－古爾貝內鐵路

## 機場

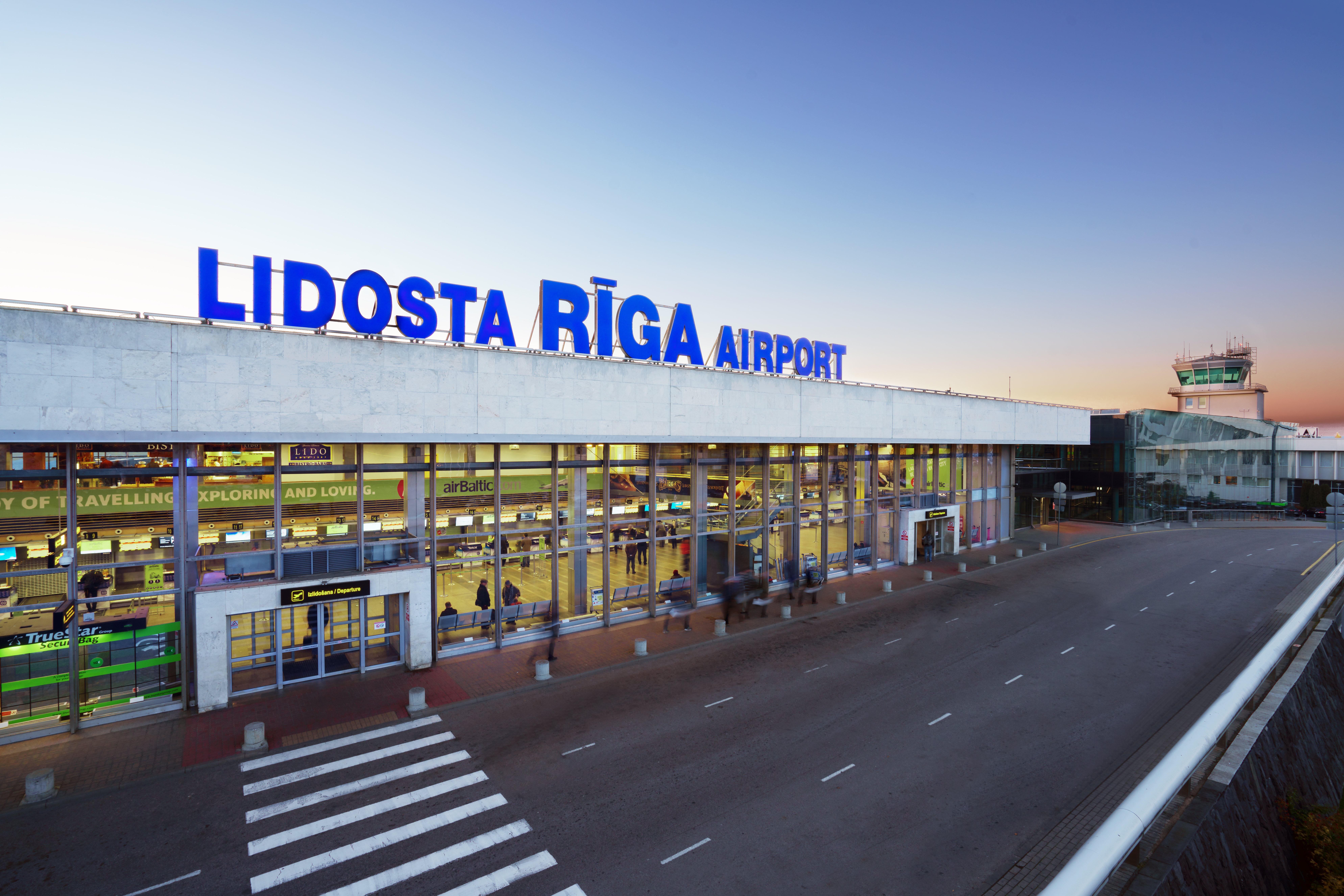
里加国际机场

里加国际机场是拉脱维亚主要的国际机场，每年旅客达500万人次。它也是波罗的海国家中最大的机场，有直飞30个国家的80余条国际航班。它也是波罗的海航空的枢纽机场。该机场也有季节性直飞国内利耶帕亚国际机场、文茨皮尔斯国际机场的航班。
目前拉脱维亚政府也有几个区域机场的进一步扩建发展计划，包括尤尔马拉机场、利耶帕亚、文茨皮尔斯以及陶格夫匹尔斯国际机场。

## 港口

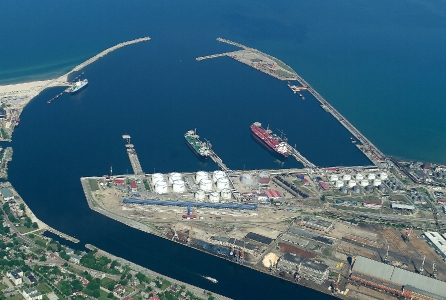
文茨皮尔斯港

拉脫維亞主要的港口包括里加港、文茨皮尔斯港及利耶帕亚港，该国主要的海港多用于出口原油和石油产品。。